# Centro Comercial Santafé (Medellín)
El Centro Comercial Santafé es un centro comercial localizado en la ciudad colombiana de Medellín, Antioquia, en El Poblado. Uno de los centros comerciales más grandes de la ciudad con 203.145 m².